# Хадселёэн
Хадселёэн (норв. Hadseløya) — остров в Вестеролене в фюльке Нурланн, Норвегия. Площадь острова 102 км². Расположен в коммуне Хадсель. Город Стокмаркнес расположен на северном берегу острова, а деревня Мельбу на южном берегу.